# Navajo nationalmonument

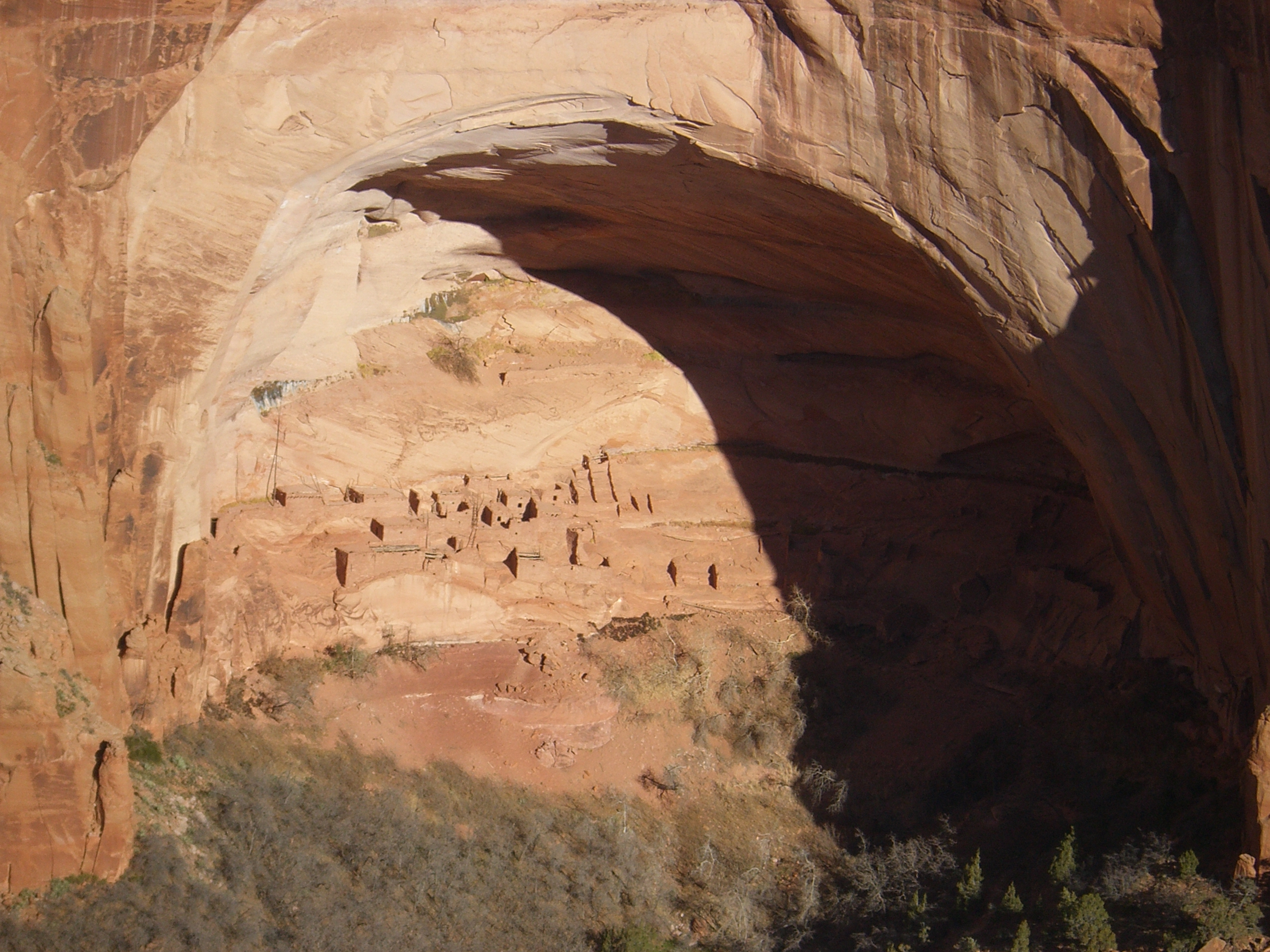
Översiktsbild

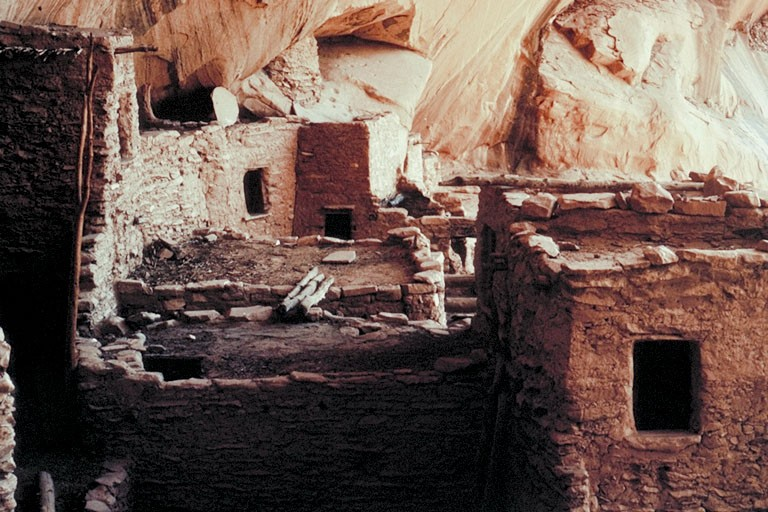
Navajo nationalmonument

Navajo nationalmonument ligger i delstaten Arizona i USA. Inom området finns en kanjon med tre lämningar av byar, som tros ha tillhört Pueblo-indianerna. Nationalmonumentet administreras av Navajo-indianerna.